# ياسو يواسا
ياسو يواسا (باليابانية: 湯浅泰雄؛ بالكانا: ゆあさ やすお) هو فيلسوف ياباني، ولد في 5 يونيو 1925، وتوفي في 2005.